# 多茎狸藻
多茎狸藻（學名：Utricularia multicaulis）为狸藻屬一年生小型食虫植物。其种加词“multicaulis”来源于拉丁文“multi-”和“caulis”，意为“多”和“茎”，指该物种可产生大量茎。多茎狸藻分布于不丹、缅甸、中国、印度及尼泊尔。多茎狸藻岩生或陆生于潮湿的岩石及沼泽草甸中，海拔分布范围为1800米至4000米。1859年，丹尼尔·奥利弗最先描述了多茎狸藻。

## 外部連結
- 食虫植物照片搜寻引擎中多茎狸藻的照片 （页面存档备份，存于）

 维基共享资源上的相關多媒體資源：多茎狸藻
 維基物種上的相關：多茎狸藻